# Golfo San Matías
Der Golfo San Matías ist eine große Bucht des Südatlantiks, gelegen im Süden Argentiniens etwa zwischen 41° und 42° südlicher Breite, in den Provinzen Río Negro und Chubut. Sie wird begrenzt von der kleinen Halbinsel Punta Bermejo im Norden sowie von der Halbinsel Valdés im Süden.

## Küstenformen
Im Norden des Golfes zieht sich eine Steilküste mit 30–100 m Höhe und schroff abfallender Klippen die ersten 150 km entlang. An der Nordwestspitze findet sich ein markanter Einschnitt in die Steilküste, die Bucht Bahía de San Antonio, deren Küste flach ist und daher schwankt ihre Ausdehnung je nach Gezeitenlage relativ stark. Danach biegt die Küste nach Süden ab, wo ebenfalls Steilküsten vorherrschen, die allerdings weniger hoch als im Norden sind (25–50 m). Auf der Höhe des 42°. Breitengrades beginnt die Halbinsel Valdés. Auf ihrem Gebiet gibt es einen zweiten markanten Einschnitt in die Küstenlinie, den Golfo San José, dessen Besonderheit der sehr schmale Eingang ist. Der Golf endet an der Punta Norte (Nordspitze) der Halbinsel.

## Orte am Golf

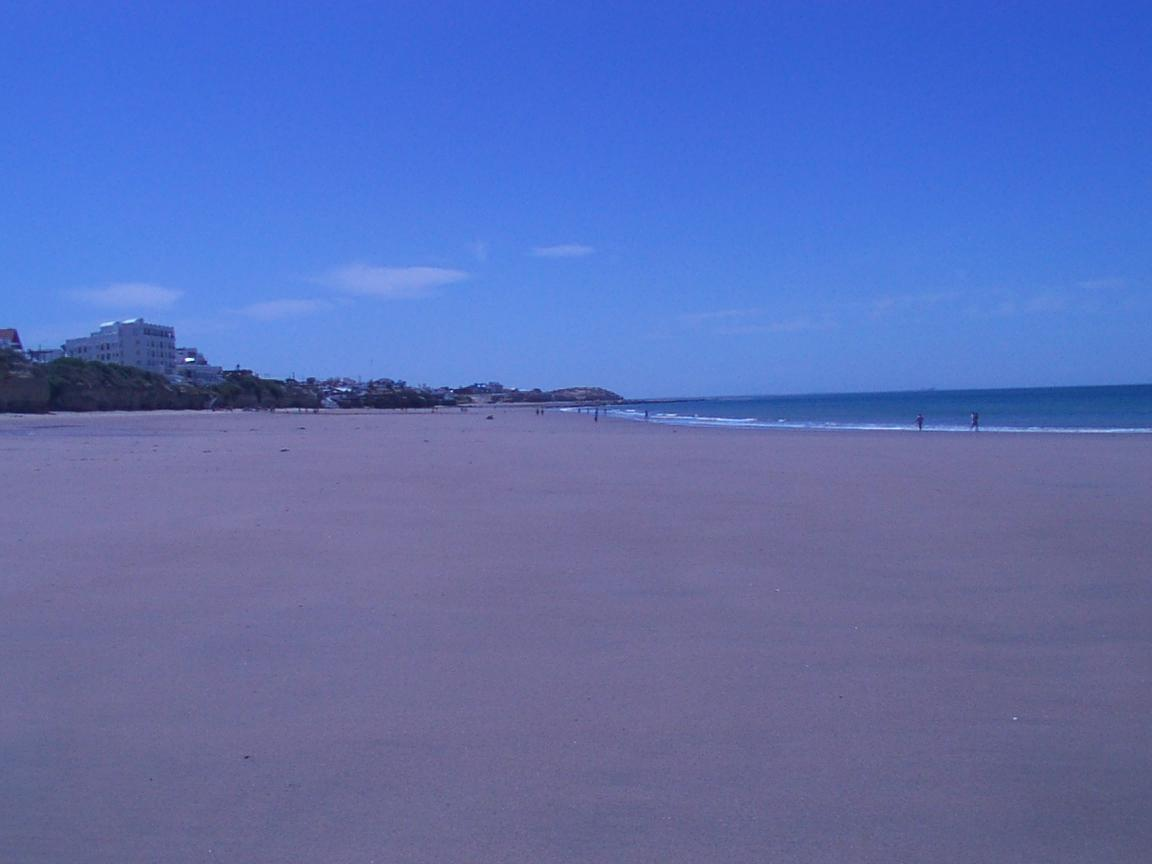
Küste bei San Antonio Oeste

Die Küste des Golfes ist sehr dünn besiedelt, mit Ausnahme des Gebiets um die Bucht von San Antonio. Von Nord nach Süd befinden sich an der 450 km langen Küstenlinie des Golfes nur folgende Ortschaften:
- La Lobería am Eingang, ein kleiner Badeort mit ca. 30 Einwohnern
- Bahía Rosas, kleiner Badeort, nur im Sommer bewohnt
- Bahía Creek, kleiner Badeort, nur wenige permanente Einwohner
- Pozo Salado, kleiner Badeort, nur im Sommer bewohnt
- Puerto San Antonio Este, wichtiger Exporthafen für die Fruchterzeugnisse der Provinz, am Eingang zur Bucht von San Antonio, jedoch nur 280 permanente Einwohner
- San Antonio Oeste, wichtigster Ort am Golf mit Hafen und Industrie, 13.753 Einwohner, an der gegenüberliegenden Seite der Bucht
- Las Grutas, bedeutender Badeort, 2.741 permanente Einwohner, bis zu 250.000 Touristen pro Jahr
- Playas Doradas, Baderesort der 25 km landeinwärts gelegenen Stadt Sierra Grande, 52 Einwohner
- Puerto Lobos, winziger Hafenort im äußersten Norden der Provinz Chubut.
- Punta Norte, Sitz eines Naturschutzgebiets auf der Halbinsel Valdés.